# Subvencije
Subvencije (iz lat. subvenire) označavaju sustavnu materijalnu potporu ili pomoć iz javnog proračuna ili fondova u područjima od javnog interesa. Ne odnosi se na izdatke na području obrazovanja, zdravstva, obrane ili socijalne skrbi.

## Kritika
Subvencije često su predmet kritika: Na primjer, subvencionirani poljoprivrednici imaju nepoštenu prednost u odnosu na susjedne zemlje.
Subvencije mogu narušiti cijene i potkopati slobodnu trgovinu. Razne međunarodne organizacije i konvencije ih stoga ograničavaju ili zabranjuju. 